# 헤클러운트코흐 G36
헤클러 운트 코흐 36호 소총(독일어: Heckler & Koch Gewehr Model 36, HK50)은 5.56 × 45 mm NATO 탄을 사용하는 돌격소총이다. 1995년 이후 독일군의 주력 제식 소총으로 채용되었고, 스페인 육군에도 채용되었다.
미군은 OICW 프로그램의 지연과 가격 상승으로 인해 G36E를 약간 개량한 XM8을 테스트하였지만, XM8 프로젝트는 2005년 10월에 취소되었다.

## 역사
독일군은 헤클러&코흐 사에 헤클러&코흐 G3 (7.62 × 51 mm NATO 탄을 사용하는 1950년대에 개발된 전투소총)을 대체할 돌격소총 개발을 의뢰하였다. 1980년대에 제안된 혁신적인 헤클러&코흐 G11(무탄피 소총)과 전통적인 헤클러&코흐 G41(G3와 같이 롤러 지연식 블로우백 사용)은 독일군으로부터 거절당했다. 이후, 헤클러&코흐 사는 1990년부터 G36 (HK50) 설계에 들어갔다.
HK50은 과거 다른 총기들을 참고하여 만들어졌지만, 자사의 HK36, VP70, G11 개발에서 얻어진 경험을 바탕으로 한 혁신적인 면도 갖고 있다. 작동 방식은 아말라이트 AR-18과 유사한 쇼트 스트로크 가스피스톤 방식과 회전노리쇠 방식을 사용한다.
이 소총에 이용된 다양한 발상과 새로운 특징들은 결과적으로 이 소총을 매우 신뢰성이 좋은 무기로 인식되게 하였다. 이러한 혁신이 독특한 것은 아니었던 것이, 모든 총기류들은 이전에 있던 디자인들의 특징을 많이 이어받고, 자신들의 독자적인 성분을 부분적으로 추가하기 때문이다.
미국 OICW에 사용할 운동 에너지 요소는 1990년대 후반에 G36을 기반으로 헤클러&코흐가 개발하였다. 미군의 다른 여러 프로그램들과 마찬가지로, OICW 프로젝트는 소총과 유탄 발사기를 별도로 개발하는 것으로 변경되었다. 운동 에너지 요소는 XM8 소총에 구현되었지만, 결국 취소되었다(2005년 기준). XM8 프로그램은 헤클러&코흐에서 여전히 진행 중이며, 미국에서의 계약을 위해서 최근에 도입된 FN SCAR와도 경쟁할 예정이다.

### 은퇴
독일군은 지금까지 사용하던 G36 대신 HK416 11만8천정으로 교체할 계획이다.

## 변형
기본형 G36 외에 다양한 변형이 존재한다.
- G36 : 기본형이다.
- G36K : 카빈(Carbine) 버전이다. 일반적인 단축형 돌격소총에 해당한다. K는 Kurz(짧은)를 뜻한다.
- G36C : G36K보다 더욱 짧은 버전이다. 실내전 등을 위해 개발되었다. C는 Compact를 뜻한다.또한 현재 독일의 제식소총이다.
- LMG36 (MG36) : 분대지원화기 버전이다. 그러나 독일군에 채택되지는 않았다.

G36, G36K, G36C는 리플렉스 사이트와 3배율 광학식 조준기를 가지고 있다. 수출형 G36V (혹은 G36E), G36KV (혹은 G36KE)는 1.5배율 광학식 조준기만을 가지고 있다.

## 사용 국가
- 독일: 제식 소총이다.
- 대한민국: 해양경찰특공대에서 제한적으로 사용 중이다(G36C).
- 알바니아: 특수부대에서 제한적으로 사용하고 있다.
- 튀르키예: 특수부대가 사용 중이다.
- 슬로베니아: 대테러부대 Specialna Enota Policije에서 소수 사용 중이다.
- 크로아티아: 특수부대와 경찰에서 제한적으로 사용 중이다.
- 멕시코: 주, 연방 단위의 사법 기관과 헌병을 포함한 멕시코 군에서 사용한다. 육군은 2009년부터 G36V 소총을 라이센스 생산하기로 결정했으며, 또한 G36의 영향을 받은 FX-05 Xiuhcoatl도 G3와 M4/M16 소총을 대체하기 위해 2008년 제식 채용되었다.
- 말레이시아: 육군 특수부대 Grup Gerak Khas 제11 대테러연대와 경찰의 Pasukan Gerakan Khas의 대테러부대(G36C), Malaysian Maritime Enforcement Agency가 사용하고 있다.
- 필리핀: 해군 특수전 부대와 Light Reaction Battalion, 대통령 경호실에서 사용한다.
- 인도네시아: 육군 특수부대 Kopassus의 대테러부대 Sat-81 Gultor, 해병대의 Denjaka(G36C, G36K)에서 사용 중이다.
- 미국: 합중국 의회 경찰(U.S. Capitol Police), LAPD 등 사법기관. XM8 프로젝트의 일환으로 미군 요구에 맞게 G36을 개량하여 테스트를 하였으며, 여러 방면에서 M4A1을 뛰어넘었지만 미 국방부의 예산 문제로 취소되었다.
- 중화민국: 특수부대가 쓰고 있다.
- 중화인민공화국: 인민무장경찰의 특수부대에서 일부 사용한다(G36C).
- 스페인: CETME L 소총을 전군에서 대체하기 위해 G36E를 구입하였다. 1999년부터 2005년까지 75,219정이 납품되었으며, 6만 정은 육군, 7,559정은 해군, 그리고 7,660정은 공군이 각각 획득하였다. 해군에서 사용하는 G36E는 육군과 공군과는 달리 1.5배율이 아닌 3배율의 광학식 조준기를 갖고 있다. G36E 소총은 헤클러&코흐와 제너럴 다이나믹스의 스페인 라코루냐 공장에서 공동 생산하였으며, 정당 가격은 778.99 유로이다.
- 포르투갈: 해병대와 포르투갈 공화국 국가경비대, 공군, 헌병과 NFOT에서 사용한다.

## 기술적 사항

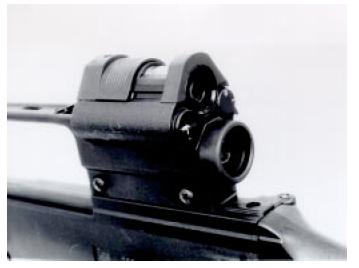
3배율 광학조준기(아래)와 리플렉스 사이트(위)

G36와 G36K 광학조준기의 조준선
(클릭하면 자세한 설명이 나옴)

- 사용탄 : 5.56 × 45 mm NATO
- 총구 속도 : 920 m/s
- 발사 속도 : 분당 750발
- 유효 사거리 (리플렉스 사이트 사용시): 400 m
- 유효 사거리 (망원 조준기 사용시): 600 m
- 최대 사거리 : 2860 m
- 강선 : 6조 우선

| 버전                 | 길이 (mm) | 총열 길이 (mm) | 무게 (kg) | Sights                                        | 탄창                               |
| -------------------- | --------- | -------------- | --------- | --------------------------------------------- | ---------------------------------- |
| G36, 표준형          | 999 (758) | 480            | 3.6 (4.0) | 3배율 광학 조준기, 리플렉스 사이트            | 표준 탄창(30발), 드럼 탄창 (100발) |
| G36K, 단축형         | 860 (615) | 318            | 3.3 (3.7) | 3배율 광학 조준기, 리플렉스 사이트            | 표준 탄창(30발), 드럼 탄창 (100발) |
| G36C, 특수부대용     | 720 (500) | 228            | 2.8 (3.2) | 피카티니 레일, 가늠자-가늠쇠                  | 표준 탄창(30발), 드럼 탄창 (100발) |
| LMG36, 경기관총      | 999 (758) | 480            | 3.6 (4.0) | 3.5배율 광학 조준기, 리플렉스 사이트          | 표준 탄창(30발), 드럼 탄창 (100발) |
| G36E, 수출형         | 999 (758) | 480            | 3.3 (3.7) | 1.5배율 광학 조준기                           | 표준 탄창(30발), 드럼 탄창 (100발) |
| G36KE, 단축형 수출형 | 860 (615) | 318            | 3.0 (3.4) | 1.5배율 광학 조준기                           | 표준 탄창(30발), 드럼 탄창 (100발) |
| SL-8, 민간용         | 980~1030  | 510            | 4.2 (4.4) | 기계식(가늠자, 가늠쇠) (망원 조준기 사용가능) | 표준 탄창(10발)                    |

- 길이 : 개머리판 확장 (개머리판 핀 상태)
- 무게: 빈 탄창 (탄약이 없는 탄창)

## 평가
2005년 3월에 L85A2, M16 소총, M4 카빈, AK-101, FAMAS G2, G36E을 대상으로 행해진 시험 결과, 가장 우수한 소총으로 평가되었다. 다음은 평가 결과 순위이다.
1. G36E
2. AK-101
3. M16 계열
4. FAMAS G2
5. SA80 (L85A2)

신뢰성, 내구성, 정밀성 등 많은 부분에서 호평을 받았으나 최근 자동 사격시 발사시의 높은 온도에 의하여 총열이 휘는 등의 문제가 발생하고 있다.다른 총기들도 이는 비슷하지만 휘기 시작하는 온도가 낮은 편인 것이 문제이다. 이는 G36이 다른 총에 비해 경량화를 추구하다 보니 폴리머 등의 연한 재질이 사용됨에서 비롯되었다. 이로 인해 G36을 대체할 새로운 제식소총 사업을 전개하였으나 결국 취소하고 기존의 G36을 개량하여 사용할 가능성이 높다.

## 대중 문화

### 영화 및 드라마
- 미션 임파서블 3
  - 톰 크루즈가 무인기를 격추 시킬때 G36K를 사용한다.
- 아이언맨
  - 텐 링즈의 조직원들이 사용한다.
- 이퀼리브리엄
  - 경찰과 정부군들이 G36과 G36K를 사용한다.

### 게임
- 온라인 FPS게임 A.V.A의 주무기이다.
- 게임 S.T.A.L.K.E.R. 시리즈에서는 프리덤 팩션이 주로 사용하고 있다.
- 온라인 FPS게임 블랙스쿼드의 주무기이다.
- 로블록스
  - 팬텀포스라는 게임에 소총으로 등장한다.
- 배틀그라운드, 배틀그라운드 모바일
  - 5.56mm탄을 사용하는 비켄디,카라킨,테이고(컴퓨터 배그 한정) 스폰 돌격소총 G36C로 나온다

## 같이 보기
- 헤클러운트코흐 HK416
- 헤클러 운트 코흐 SL8
- 헤클러운트코흐 XM8